# HD 34748
HD 34748，又名BD-01 859，SAO 131983、HR 1748，是一颗恒星，视星等为6.34，位于銀經203.32，銀緯-21，其B1900.0坐标为赤經5h 14m 31.3s，赤緯-1° -21′ 57″。